# Државни пут 438
Државни пут IIБ реда 438 је локални пут у јужној Србији који повезује Власотинце са Грделицом.

## Траса пута
| \| \| \| \| Везе \| \| -- \| ---------- \| \| --------------- \| \| 0 \| Власотинце \| \| Пирот, Лесковац \| \| 12 \| Грделица \| \| Лесковац, Врање \| |            |  |                 |
| |            |  | Везе            |
| 0 | Власотинце |  | Пирот, Лесковац |
| 12 | Грделица   |  | Лесковац, Врање |